# Alina Grijseels
Alina Grisjeels (født 12. april 1996 i Wesel, Tyskland) er en tysk håndboldspiller, der spiller i CSM București og Tysklands kvindehåndboldlandshold.